# Francisco Arjona Reyes
Francisco Arjona Reyes, conegut com a «Currito», (Madrid, 20 d'agost de 1845 - Sevilla, 16 de març de 1907) va ser un torero espanyol, fill del també torero Francisco Arjona Herrera «Cúchares».
Va començar la seva carrera de matador de toros el 1863 com banderillero, i el 12 de juny de 1864 va torejar per primera vegada una novillada a Sevilla. El 19 de maig de 1867 va prendre, de mans del seu pare, l'alternativa a Madrid. Va torejar per última vegada a la ciutat de Madrid el 24 d'abril de 1892, alternat amb Rafael Molina Sánchez «Lagartijo». Es va retirar en 1894, després de la defunció de Manuel García Cuesta «El Espartero».